# Leucoptera puerariella
Leucoptera puerariella is een vlinder uit de familie van de sneeuwmotten (Lyonetiidae). De wetenschappelijke naam van de soort is voor het eerst geldig gepubliceerd in 1964 door Kuroko.